# Atletismo nos Jogos Pan-Americanos de 1999 - 1500 m feminino
A prova dos 1500 m feminino nos Jogos Pan-Americanos de 1999 foi realizada em 28 de julho de 1999. 

## Medalhistas
| Ouro                            | Prata                 | Bronze                            |
| Marla Runyan USA Estados Unidos | Leah Pells CAN Canadá | Stephanie Best USA Estados Unidos |

### Final
| Posição          | Nome              | Nacionalidade      | Tempo   | Notas |
| ---------------- | ----------------- | ------------------ | ------- | ----- |
| Medalha de ouro  | Marla Runyan      | USA Estados Unidos | 4:16.86 |       |
| Medalha de prata | Leah Pells        | CAN Canadá         | 4:16.86 |       |
| 3                | Stephanie Best    | USA Estados Unidos | 4:18.44 |       |
| 4                | Cindy O'Krane     | CAN Canadá         | 4:19.63 |       |
| 5                | Bertha Sánchez    | COL Colômbia       | 4:21.10 |       |
| 6                | Janeth Caizalitín | ECU Equador        | 4:24.68 |       |
| 7                | Niuvis Pie        | CUB Cuba           | 4:25.70 |       |
| 8                | Yanelis Lara      | CUB Cuba           | 4:26.02 |       |
| 9                | Niusha Mancilla   | BOL Bolívia        | 4:26.71 |       |